# مبروك كرشيد
مبروك كرشيد ولد في 8 سبتمبر 1967 في مدنين، هو محامي وسياسي تونسي.

## السيرة الذاتية
مبروك كرشيد متحصل على شهادة في كلية الحقوق والعلوم الاقتصادية والسياسية بسوسة، وعلى ماجستير في القانون الخاص في 2001. 

كمحامي، هو عضو في الهيئة الوطنية للمحامين بتونس، وشارك في تأسيس المنظمة العربية للمحامين الشباب. كان أحد مؤسسي حركة الشعب، التي أصبح عضو لجنة إدارتها في 2012، وكان الناطق الرسمي باسم الحركة قبل استقالته منها. أسس في 2011، جريدة الحصاد، الناطقة باسم حركة الشعب. 

كان رئيس لجنة الدفاع عن ضحايا التعذيب من الحركة اليوسفية، وكان أيضا محامي رئيس الحكومة الليبي البغدادي المحمودي.

عين في 27 أغسطس 2016 في منصب كاتب دولة لدى وزير المالية مكلف بأملاك الدولة والشؤون العقارية في حكومة يوسف الشاهد، حتى 12 سبتمبر 2017، تاريخ تعيينه وزيرا لأملاك الدولة والشؤون العقارية في نفس الحكومة، التي غادرها في 14 نوفمبر 2018.

اعتبرت هيئة الحقيقة والكرامة أن مبروك كرشيد أثناء فترة وزارته عطل عمل الهيئة ومسار العدالة الانتقالية خاصة فيما يخص في اتفاقيات التحكيم والمصالحة التي تبرمها الهيئة لاسترجاع أموال الدولة، والتي رفض إمضائها المكلف العام بنزاعات الدولة التابع لإشراف الوزير.

## قضايا الفساد تلاحق كرشيد
سجلت عدة قضايا فساد مالي وإداري ضد مبروك كرشيد خاصة أثناء توليه منصب وزير أملاك الدولة، اذ اتهم بالاضرار بمصالح البلاد التونسية، إثر تدخل الحكومة التونسية لدى الاتحاد الأوروبي لرفع التجميد عن مروان المبروك، رجل الأعمال وصهر الرئيس السابق بن علي.
كما سجّلت ضده قضية جزائية إلى جانب مسؤولين ورجال أعمال بعد اتهامهم من قبل الشركة التعاونية للزيوت بالشمال التونسي بالتدليس. عبر اخفاء وثائق ملكية أرض يبلغ ثمنها حوالي 50 مليار وتفوق مساحتها 12 هكتارا بالعاصمة وتحديدا بالزهور 4 بهدف تحقيق مصالح خاصة 